# Snøhetta (architectenbureau)

Bibliotheca Alexandrina

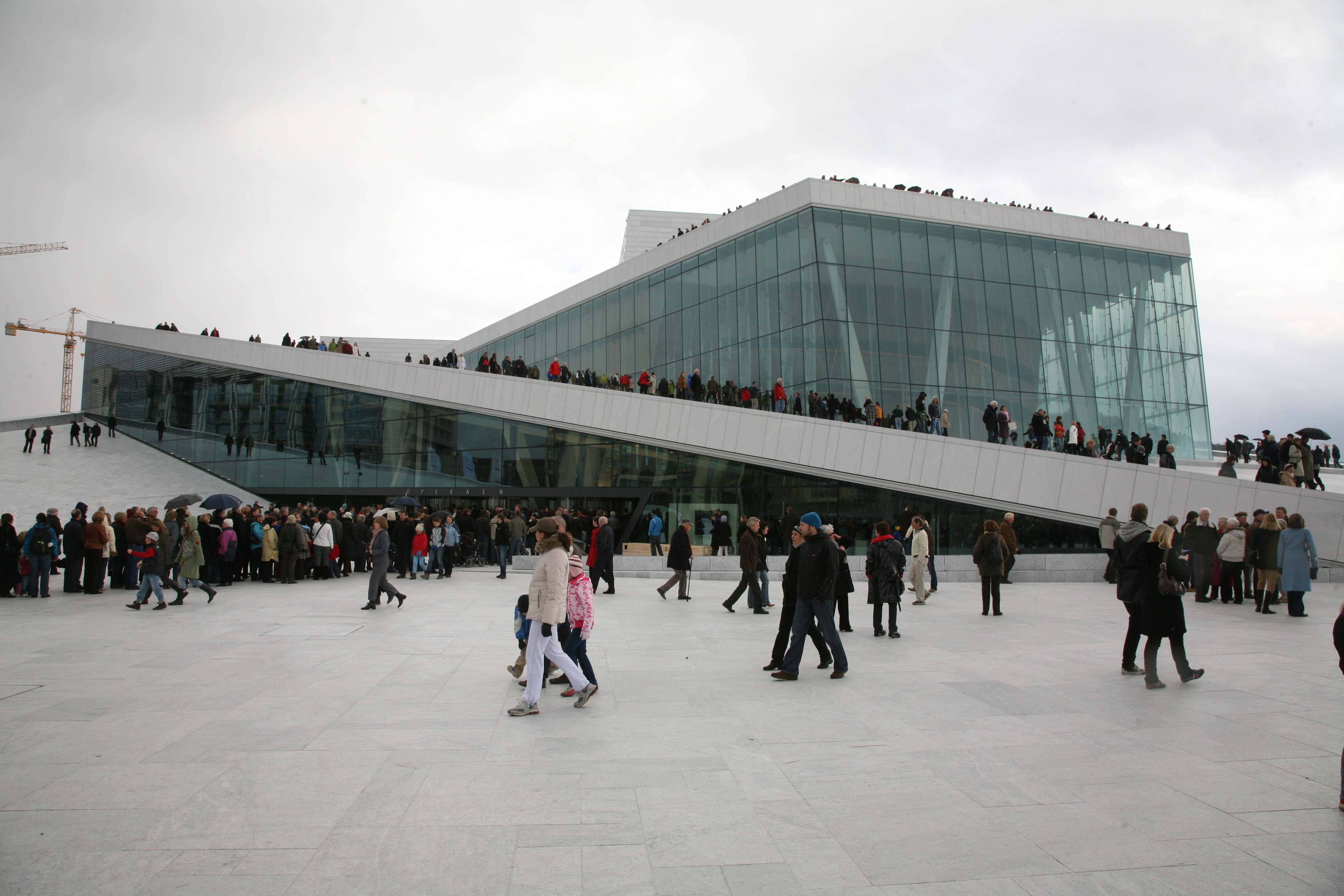
Operahuis in Oslo

Snøhetta (Noors: Snøhetta arkitektur landskap AS) is een internationaal architectenbureau, gespecialiseerd in architectuur, landschapsarchitectuur en binnenhuisarchitectuur, met kantoren in Oslo en New York. Het bureau werd in 1989 opgericht door Kjetil Thorsen en Craig Dykers. Ze hebben het bedrijf genoemd naar de Noorse berg Snøhetta. Snøhetta heeft 120 ontwerpers in dienst die werkzaam zijn over de hele wereld. 
Met het ontwerp van de Bibliotheca Alexandrina won Snøhetta in 2004 de Aga Khan Award for Architecture. In 2009 wonnen ze de European Union Prize for Contemporary Architecture voor het ontwerp van het Operahuis in Oslo.